# Clarence Dickinson Long
Clarence Dickinson Long (ur. 11 grudnia 1908 w South Bend, Indiana, zm. 18 września 1994 w Cockeysville, Maryland) – amerykański polityk, demokrata. W latach 1963–1985 był przedstawicielem drugiego okręgu wyborczego w stanie Maryland w Izbie Reprezentantów Stanów Zjednoczonych.
Wysiłki Longa wspierające walkę mudżahedinów z Armią Czerwoną w Afganistanie przedstawiono w filmie fabularnym Wojna Charliego Wilsona. W rolę Longa wcielił się w nim amerykański aktor, Ned Beatty.